# Dirty Old Dogs
Dirty Old Dogs je olomoucká hudební skupina mající základy v rocku, jež je dále obohacen prvky bluesu, psychedelického rocku a grunge. Kapela vznikla v roce 2016 a hraje ve složení
- Tomáš Procházka - zpěv, kytara
- Tomáš Lakota - kytara
- Vojtěch Pietr - bicí
- Roman Konečný - baskytara

V roce 2017, po úspěších v soutěžích Boom Cup a Jump into Colours, kapela zahrála na hudebním festivalu Colours of Ostrava.

## Diskografie
- Demo, 2016
- Morning Wave, 2018
- These Old Records, 2018
- Let's Burn Heaven Again, 2021